# Production du froid
 (mai 2009).
Si vous disposez d'ouvrages ou d'articles de référence ou si vous connaissez des sites web de qualité traitant du thème abordé ici, merci de compléter l'article en donnant les références utiles à sa vérifiabilité et en les liant à la section « Notes et références ».
L'homme sait depuis très longtemps produire la chaleur nécessaire à ses activités. Produire du froid est, en revanche, une technique relativement récente, à l'échelle historique.

## Conserver le froid
On savait, dès le temps des Romains, conserver le froid hivernal sous forme de neige ou de glace stockées dans des abris souterrains isolés à l'aide de paille ou de foin. Ce qui permettait de rafraîchir les boissons et les mets au plus fort de l'été. On savait également que l'on pouvait obtenir des températures plus basses en mélangeant de la glace pilée et du sel marin.

## Produire

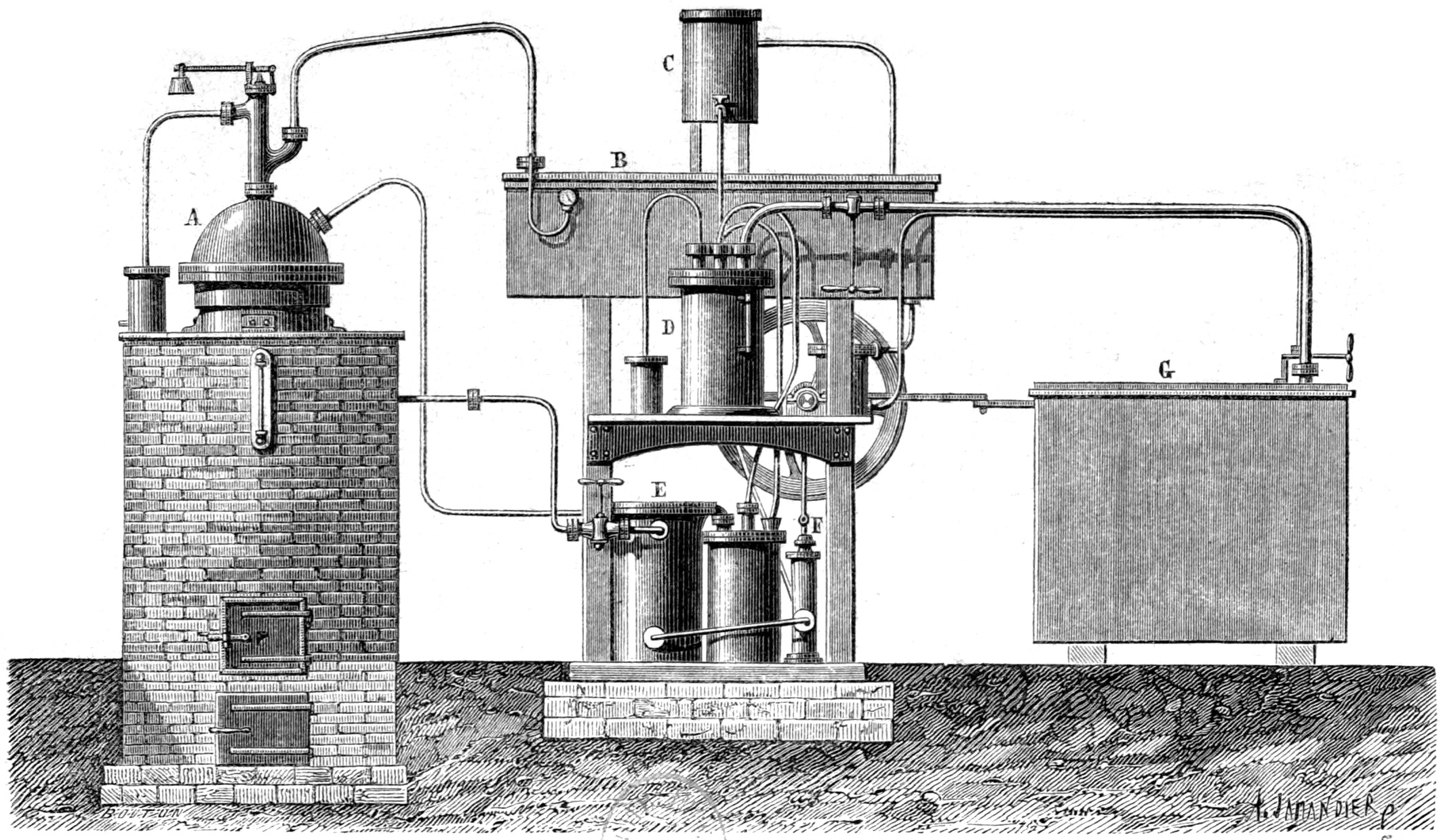
Grand appareil de Ferdinand Carré.

La production proprement dite de froid ne remonte qu'au XIXe siècle, avec l'avancement des connaissances en matière de thermodynamique et d'électricité. Le terme « faire du froid » n'est, physiquement parlant, pas exact, car le mode de fonctionnement est de retirer la chaleur existante à un milieu, ce qui entraine son refroidissement, et non d'injecter du froid dans ce milieu.
On peut mettre en œuvre plusieurs principes :
- la réfrigération passive par rayonnement[1] : c'est le rayonnement permanent de tout corps, plus chaud que son environnement, qui provoque la baisse de sa  température. Cela suppose une bonne isolation du corps à refroidir tout en permettant que la chaleur puisse être transféré au milieu extérieur ;
- l'évaporation d'un liquide[1] : ce procédé, utilisé par le corps humain pour le rafraichir grâce à l'évapotranspiration, est aujourd'hui à la base de la plupart des installations frigorifiques. Un fluide frigorigène à basse température d'ébullition subit un cycle de transformations (en sachant que l'énergie thermique va du milieu le plus chaud vers celui le moins chaud) : 
  1. compression donc échauffement du fluide frigorigène,
  2. transfert de la chaleur (l'énergie thermique) du condenseur à l'air extérieur,
  3. détente donc refroidissement du fluide frigorigène,
  4. transfert de la chaleur (l'énergie thermique), de l'évaporateur du réfrigérateur, vers le fluide frigorigène.
- l'absorption d'un gaz par un liquide[1] : ce phénomène endothermique peut être réalisé à l'aide d'ammoniac et d'eau. C'est ainsi qu'ont été réalisés les premiers réfrigérateurs par absorption (« appareil Carré », avant 1860. Ce système existe encore de nos jours dans de petits réfrigérateurs sans pièces mobiles, par exemple pour les camping-cars.
- la réfrigération thermochimique : ce procédé met en œuvre une réaction chimique endothermique pour « faire du froid » ;
- l'effet Peltier : du nom de son inventeur qui découvrit qu'il était possible de produire du froid avec de électricité. Le rendement de ce procédé est très faible, ce qui le réserve à des applications particulières où ne peuvent être mis en œuvre les autres procédés (par exemple dans les « rafraîchisseurs » portables).